# Wernerkapelle (Bacharach)

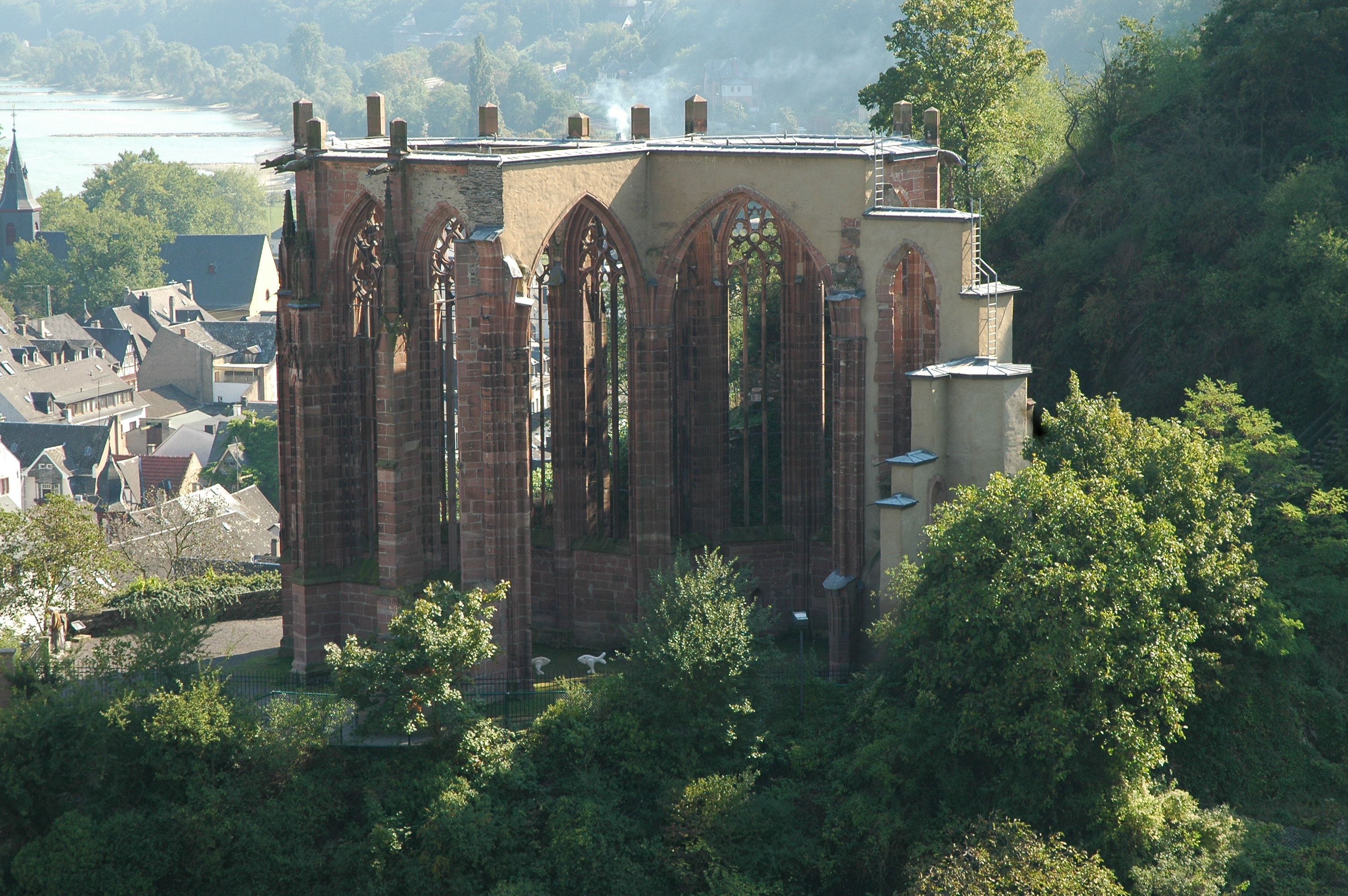
Wernerkapelle in Bacharach am Rhein

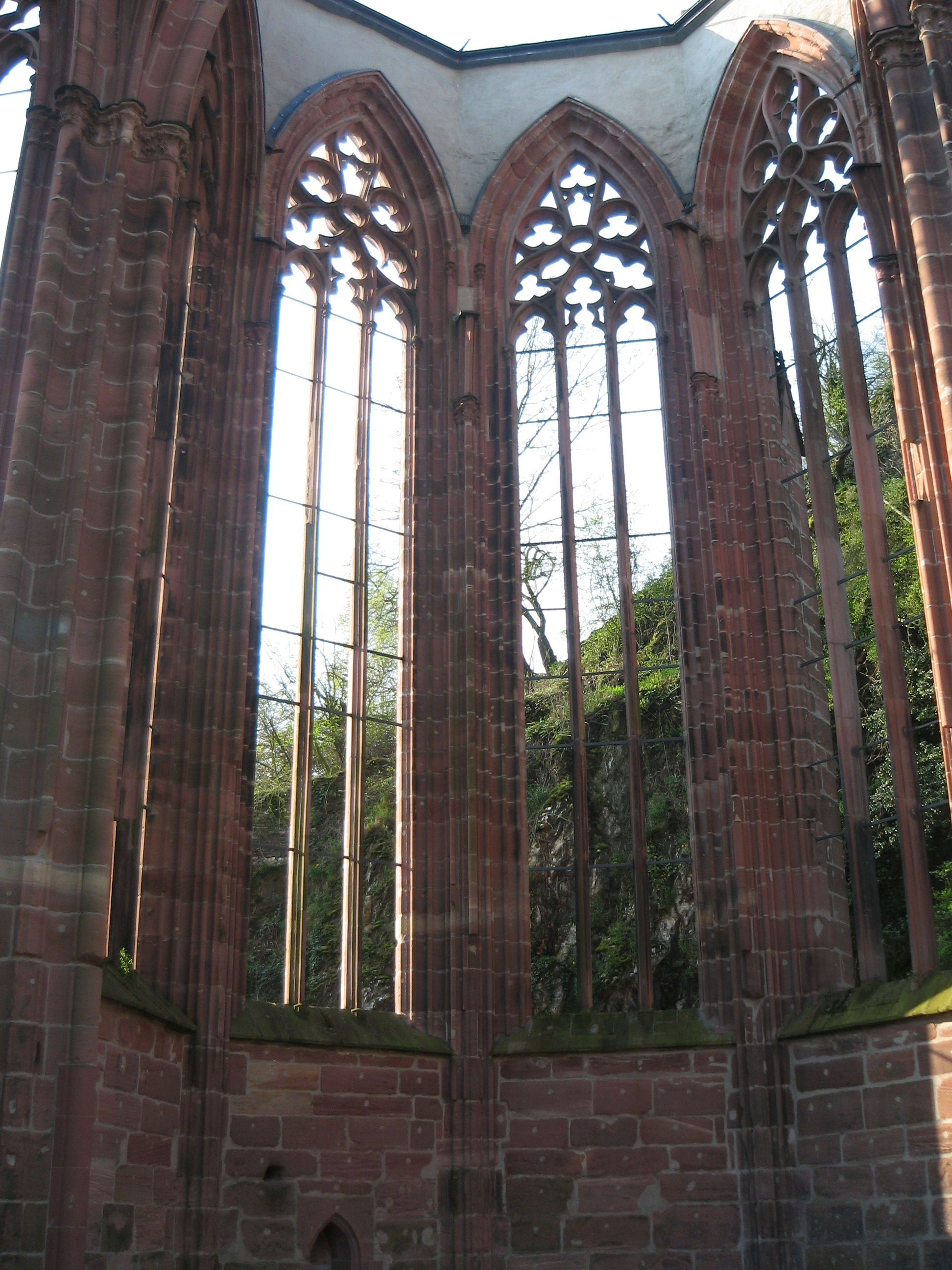
Innenansicht der Wernerkapelle mit hochgotischen Fenstern

Die Wernerkapelle ist ein rheinromantisches Wahrzeichen der Stadt Bacharach am Rhein. Sie liegt auf dem Weg von der Stadt aus zur Burg Stahleck. Sie ist Nachfolgerin einer an gleicher Stelle gelegenen und dem heiligen Kunibert geweihten Kapelle.

## Hintergründe

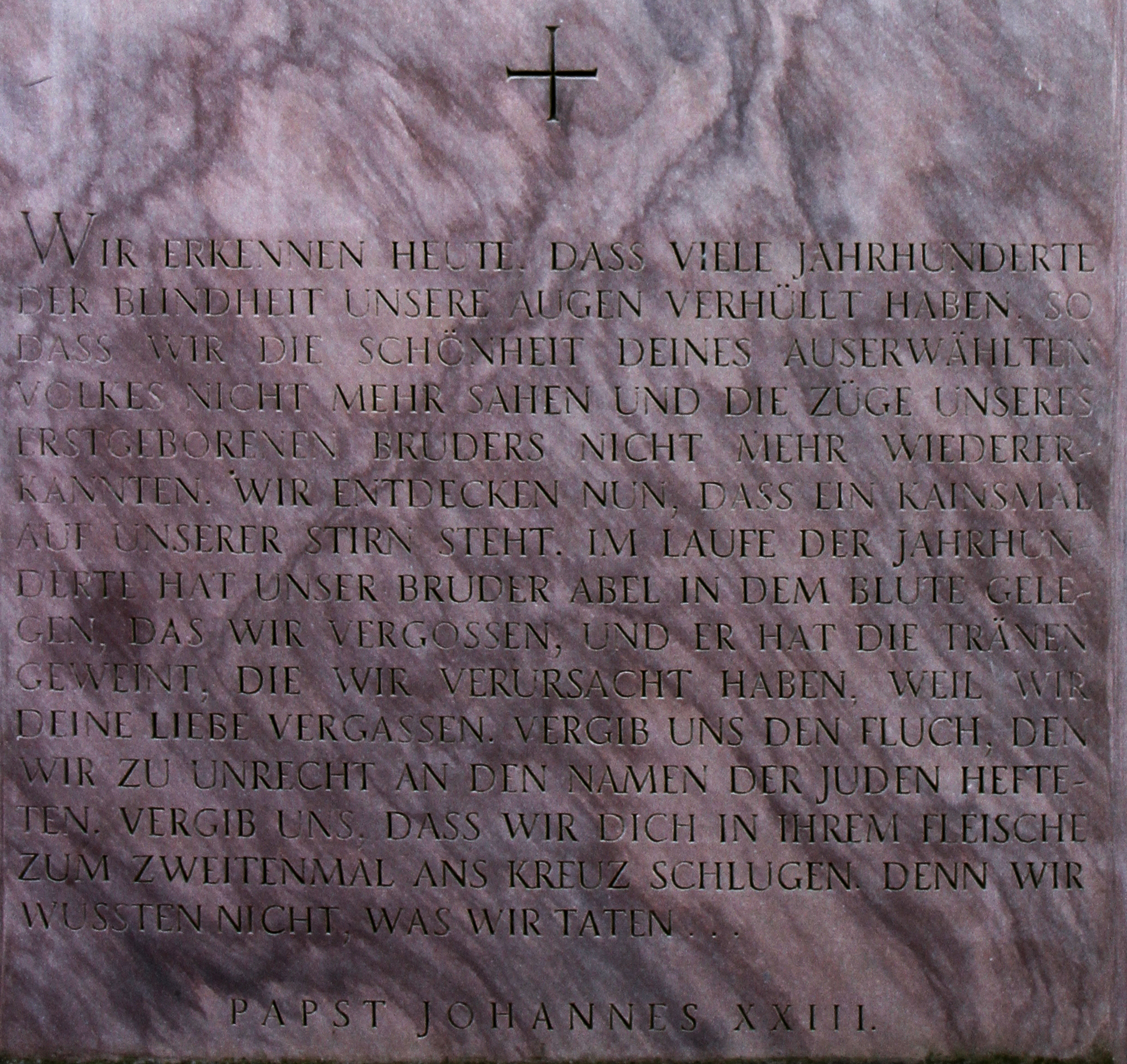
Gedenktafel zu Ehren aller Opfer des jüdischen Volkes vor der Wernerkapelle

Eine lateinische Chronik des 14. Jahrhunderts berichtet von einem angeblichen Hostienfrevel; Mitglieder jüdischer Gemeinden hätten Werner in Oberwesel an den Füßen aufgehängt, um eine Hostie zu entwenden, die er zu schlucken im Begriff war. Anschließend hätten sie ihn in den Rhein geworfen. In Bacharach, wo der Leichnam 1287 angeschwemmt worden sein soll, wurde er an der Kunibertskapelle begraben, zu der sich bald eine Wallfahrt entwickelte. Mit Beiträgen der Wallfahrer wurde an Stelle der Kunibertskapelle die Wernerkapelle errichtet.
Die Verehrung Werners war vor allem im Volkschristentum verankert. Im Jahr 1963 wurde er aus dem Kalender der Diözese Trier als Heiliger gestrichen. 1996 wurde an der Kapelle eine Gedenktafel zur Erinnerung an die Verbrechen gegen die Juden angebracht, mit einem Gebetzitat des Papstes Johannes XXIII., in dem um Sinnesänderung der Christen in ihrem Verhältnis zu den Juden gebeten wird:

„Wir erkennen heute, daß viele Jahrhunderte der Blindheit unsere Augen verhüllt haben, so daß wir die Schönheit Deines auserwählten Volkes nicht mehr sehen und in seinem Gesicht nicht mehr die Züge unseres erstgeborenen Bruders wiedererkennen.
  Wir erkennen, daß ein Kainsmal auf unserer Stirn steht. Im Laufe der Jahrhunderte hat unser Bruder Abel in dem Blute gelegen, das wir vergossen, und er hat Tränen geweint, die wir verursacht haben, weil wir Deine Liebe vergaßen. Vergib uns den Fluch, den wir zu unrecht an den Namen der Juden hefteten. Vergib uns, daß wir Dich in ihrem Fleische zum zweitenmal ans Kreuz schlugen. Denn wir wußten nicht, was wir taten.“

## Geschichte des Gebäudes

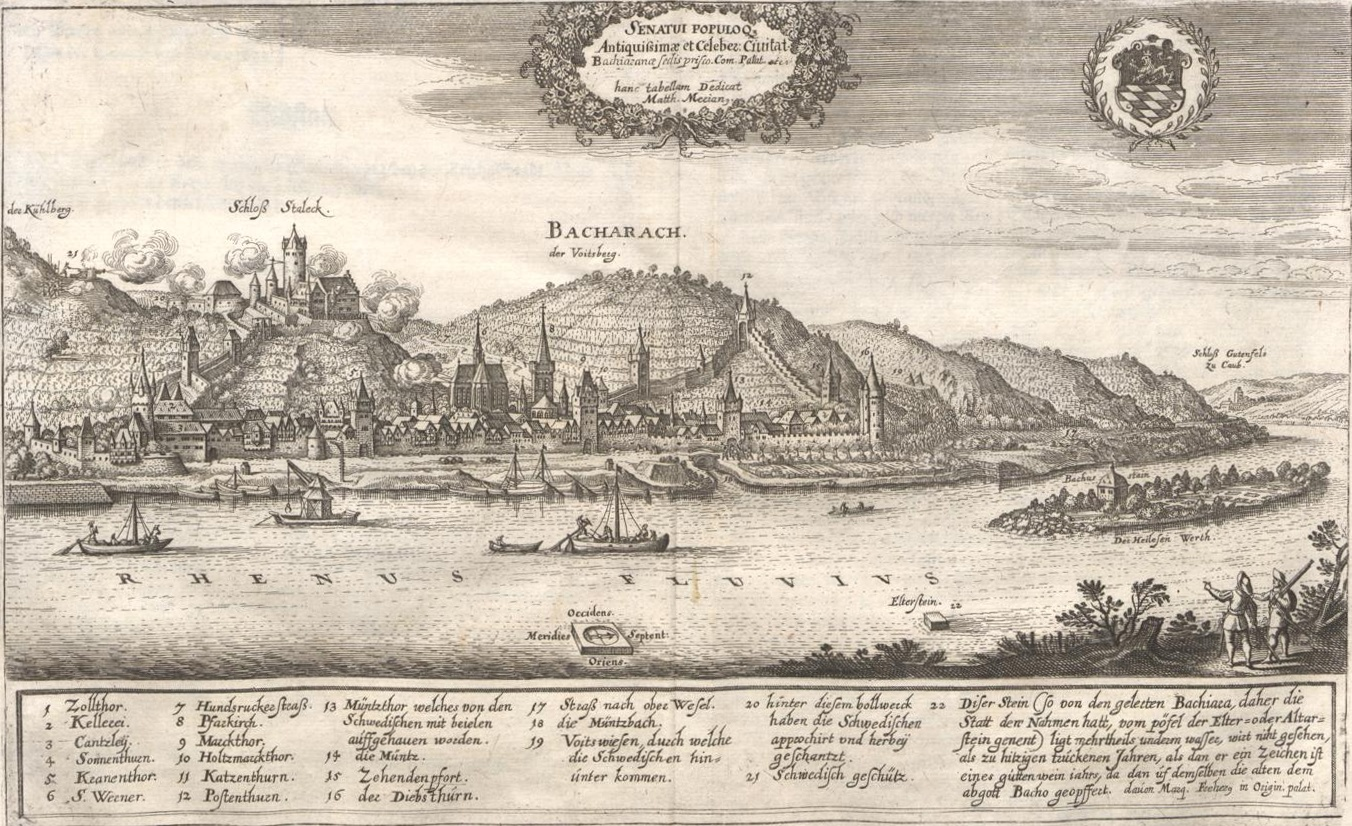
Bacharach 1645 mit vollendeter Wernerkapelle, Stich von Matthäus Merian

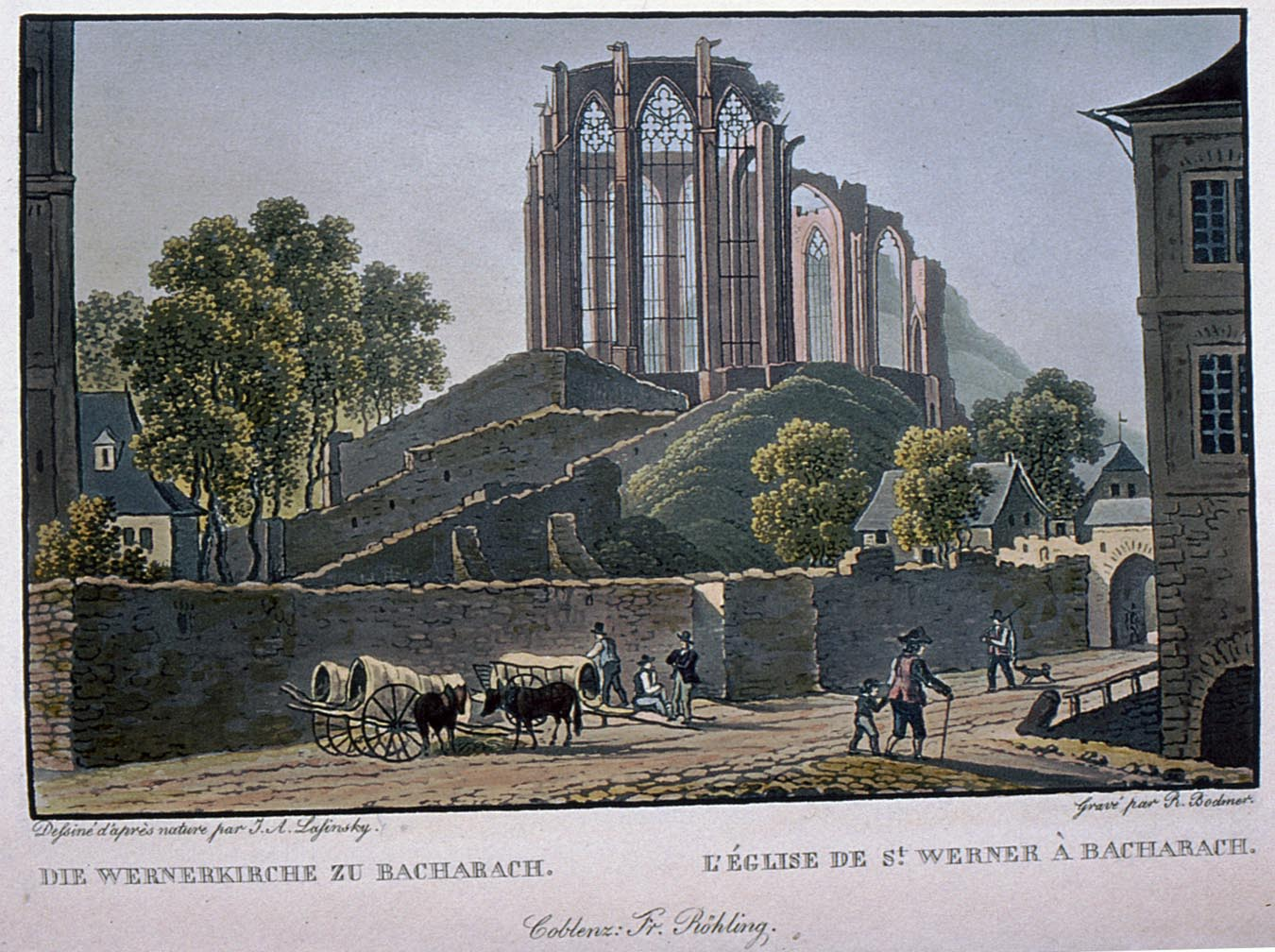
Wernerkapelle um 1830

Schon bald nach 1287 wurde mit dem Bau der Wernerkapelle im zeitgenössischen gotischen Stil begonnen. Bereits 1293 wurde im fertiggestellten Südarm ein Werner-Altar geweiht, 1337 erfolgte die Weihe des Ostchores. Vollendet wurde die Kapelle aber erst nach 1426 auf Betreiben des Theologieprofessors und Humanisten Winand von Steeg, der von 1421 bis 1438 Pfarrer in Bacharach war. Zwei erhaltene gotische Baurisse der Wernerkapelle, darunter auch der um ein Joch längere Erstentwurf, verweisen auf die Münsterbauhütte in Straßburg als Entstehungsort der Planung, und damit auf Erwin von Steinbach als Planverfasser. Bis zur Einführung der Reformation in Bacharach war die Kapelle ein beliebter Wallfahrtsort. 1685, als das katholische Fürstenhaus Pfalz-Neuburg die Pfalz erbte, wurde den wenigen Bacharacher Katholiken die Kapelle als Pfarrkirche zugewiesen, aber schon 1689 im Pfälzischen Erbfolgekrieg wurde bei der Sprengung der Burg Stahleck die Kapelle in Mitleidenschaft gezogen und verfiel daraufhin zur Ruine. 1759 musste der Nordarm wegen Einsturzgefahr abgerissen werden. 1787 wurden die verbliebenen Gewölbe und Dächer abgetragen. Mit dem Aufkommen der Rheinromantik gewann die Ruine wieder mehr Interesse, was sich auch in einer Vielzahl bildlicher Darstellungen in Gemälden, Zeichnungen, Druckgrafiken und schließlich auch frühe Fotografien niederschlug. In Folge dieser „Wiederentdeckung“ wurden 1847 erste Sicherungsmaßnahmen durchgeführt, weitere folgten im Jahre 1901. Die letzten und gründlichsten Sicherungen erfolgten zwischen 1981 und 1996, weil wieder der Einsturz der Ruine befürchtet wurde. Durch das Fehlen der Nordapsis hatte sich im Laufe der Zeit die Statik verändert, was zu tiefen Rissen im Mauerwerk geführt hatte, dazu kam die fortschreitende Verwitterung. Initiator der Sicherungsaktion war der aus einer Bürgerinitiative entstandene „Bauverein Wernerkapelle“, der dann mit Hilfe des Eigentümers, der katholischen Gemeinde, und Diözese, Land und Bund sowie privaten Spendern die 6 Millionen Mark teure Maßnahme unter der Leitung des Kölner Dombaumeisters Arnold Wolff betreute.

## Baubeschreibung

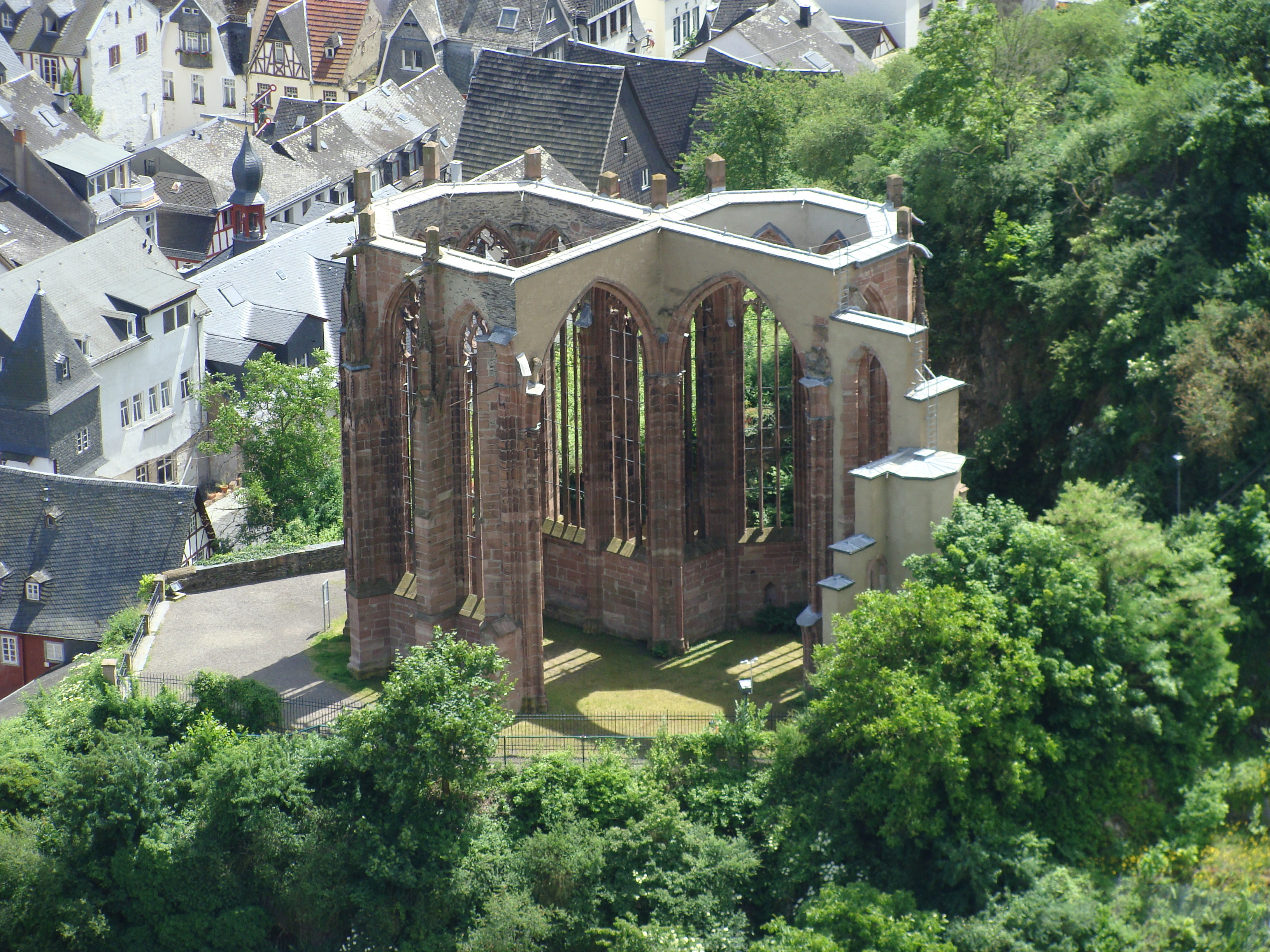
Wernerkapelle 2013, mit deutlich erkennbaren Sicherungseinbauten

Die aus rot-weißem bis rot-gelbem mittel- bis feinkörnigem Sandstein mit erdigen Einschlüssen, der vermutlich aus dem unteren Main-Gebiet oder der nordöstlichen Rhein-Pfalz stammt, auf einem kleeblattartigen Grundriss errichtete Wernerkapelle gilt wegen der Klarheit des Aufbaues und der Schönheit der Einzelformen als eine der vollendetsten Schöpfungen der rheinischen Gotik. An die quadratische Vierung mit etwa 8,60 m Seitenlänge schließen sich nach Norden, Süden und Osten regelmäßige Apsiden an. Der Ostchor ist als Hauptchor um ein Zwischenjoch von halbem Vierungsmaß verlängert. Auf westlicher Seite war möglicherweise wegen der Enge des Baugeländes nur ein schmales Joch angebaut. Der später vollendete Westteil besteht fast ganz aus dem ortsüblichen Grauwacke-Schiefer. Die Seitenwände sind fast völlig von den hohen Spitzbogenfenstern mit Maß- und Stabwerk durchbrochen, das dazu einen reichen Figurenschatz aufweist. Die Gesamthöhe der Fenster beträgt etwa 12,20 m, die Höhe der Wand bis zur Dachtraufe etwa 18,15 m.

## Werner und Wernerkapelle in der Kunst

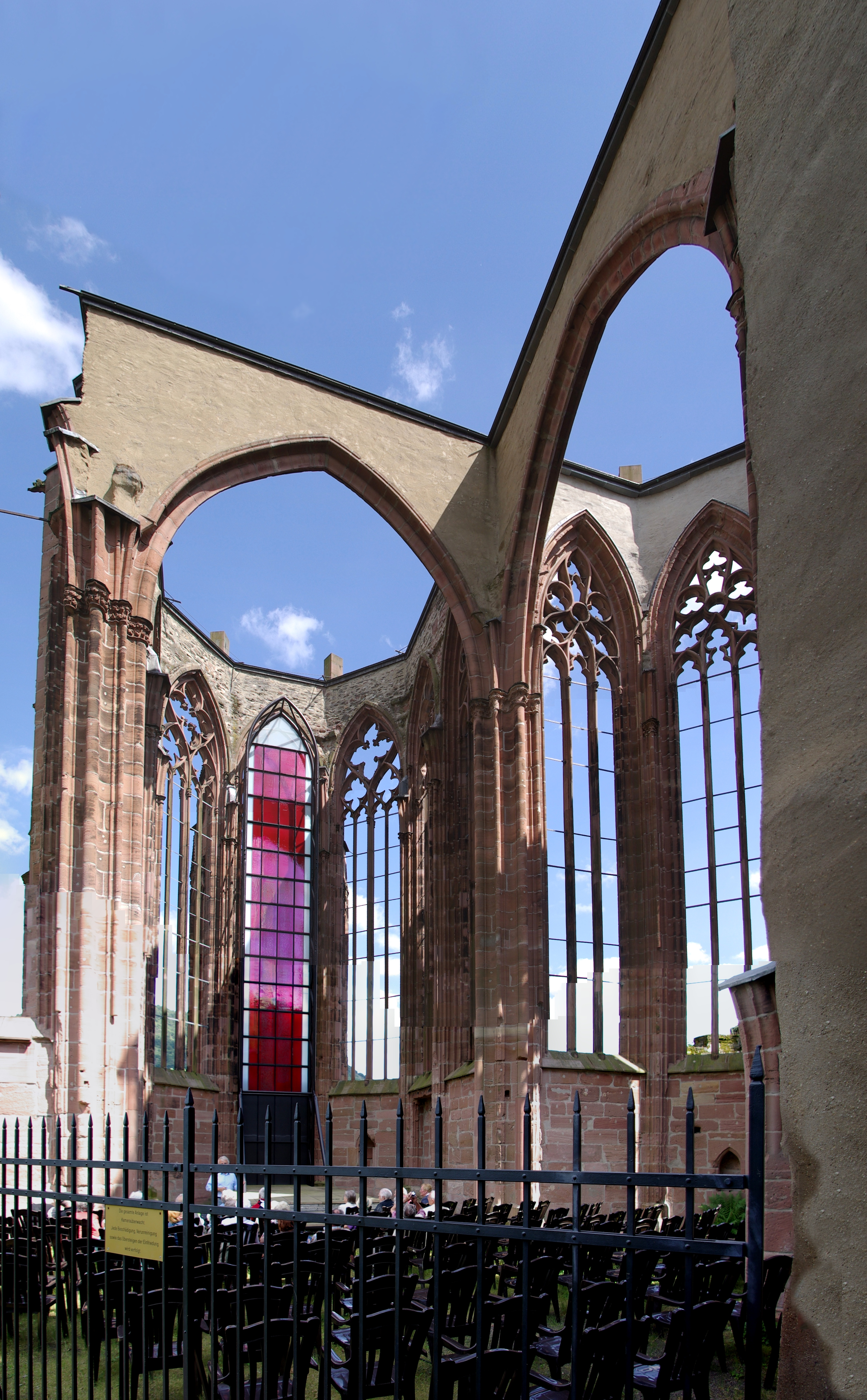
„DAS FENSTER – Wernerkapelle Bacharach“. Temporäre Installation von Karl-Martin Hartmann

Victor Hugo beschreibt 1840 während seiner Rheinreise die Wernerkapelle als „eine Kirche des 15. Jahrhunderts aus rotem Sandstein, ohne Türen, Dach und Fenster, ein prächtiges Gerippe, das sich stolz am Himmel abzeichnet“.
Die temporäre Kunstinstallation „DAS FENSTER – Wernerkapelle Bacharach“ des Künstlers Karl-Martin Hartmann machte die Ruine für drei Jahre zu einem Ort der Begegnung, um über Toleranz nachzudenken und sich auszutauschen. Auf dem weithin rot leuchtenden Glasfenster waren Ausschnitte aus Heinrich Heines Erzählung „Der Rabbi von Bacherach“ zu lesen. Die Installation wurde ohne Eingriffe in die Bausubstanz vorgenommen und bestand von Mai 2007 bis Mai 2010. Während dieser Zeit wurden in der Ruine regelmäßig Vorträge zum geschwisterlichen Umgang zwischen den Religionen und Toleranz abgehalten.
Vortragende waren u. a. Leo Trepp, Necla Kelek, Ruth Lapide, Gerhart Baum und Heidemarie Wieczorek-Zeul. Auf der Abschlussveranstaltung nahm der Rabbiner Leo Trepp das erste Exemplar einer Dokumentation über Kunstprojekt und Vortragsreihe „mit der allergrößten Hoffnung, dass die Wernerkapelle ein Symbol der Liebe, Toleranz und Gleichberechtigung wird“ entgegen.
Eine weitere dem Werner von Oberwesel geweihte Kapelle in der dem Rhein zugewandten Seite der Stadtmauer von Oberwesel wurde um 2001 renoviert und 2008 zur Mutter-Rosa-Kapelle umgeweiht. An seinem Geburtsort ist ihm bis heute eine Kapelle gewidmet.
Heinrich Heine verarbeitete die Legende in seiner fragmentarischen Erzählung Der Rabbi von Bacherach.